# Галузино (Себежский район)
Галузино — деревня в Себежском районе Псковской области России. Входит в состав городского поселения Идрица.

## География
Расположена на юго-западе региона, в центральной части района, в 30 км к востоку от города Себеж и в 11 км к югу от посёлка Идрица.

## История
В  1802—1924 годах земли поселения Галузина входили в Себежский уезд Витебской губернии.
В 1941—1944 гг. местность находилась под фашистской оккупацией войсками Гитлеровской Германии.
До 1995 года деревня входила в Мостищенский сельсовет. Постановлением Псковского областного Собрания депутатов от 26 января 1995 года все сельсоветы в Псковской области были переименованы в волости и деревня стала частью Мостищенской волости.
С января 1995 до апреля 2015 года деревня входила в состав ныне упразднённой Мостищенской волости.
В 2015 году Мостищенская волость, вместе с населёнными пунктами, была влита в состав городского поселения Идрица.

## Население
| 2001 | 2002 | 2010 |
| ---- | ---- | ---- |
| 62   | ↘57  | ↘40  |

Численность населения деревни по оценке на начало 2001 года составляла 62 жителя.
Согласно результатам переписи 2002 года, в национальной структуре населения русские составляли 98 % от общей численности в 57 чел..

## Инфраструктура
Личное подсобное хозяйство.

## Транспорт
Автомобильная дорога общего пользования местного значения «Галузино — Сомино» (идентификационный номер 58-254-855 ОП МП 58Н-076), протяжённостью 10 км.